# جدروم
الجُدْرُوم هو جنس حشرات مفترسة من غمديات الأجنحة وفصيلة السلكوتيات. أنواعه المعروفة قليل جميعها إفريقية. تعيش في الأدغال، قُوتها ما تفترسه من دُويبات وحشرات صغيرة وديدان. أجسامها تطول من 10 إلى 13 مم. رؤوسها مستعرضة. تآشيرها ضليعة. قرونها الاستشعارية خيطية. عيونها مكورة ناشزة. كواسلها مستعرضة مصفحة. أوابها تراوح من السمرة القاتمة إىل السواد الفحمي. مسرحها دجوي تبيت في النهار تحت الجثالة وفي كل مكان مظلم.